# Goulding's Trading Post
Le Goulding's Trading Post est un poste de traite américain situé à Goulding, dans le comté de San Juan, dans l'Utah. Il est inscrit au Registre national des lieux historiques depuis le 20 octobre 1980.